# Viminal

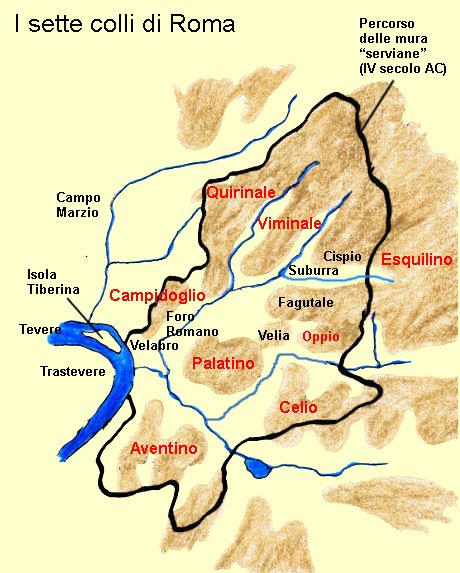
Las siete colinas de Roma: Aventino, Campidoglio, Celio, Esquilino, Palatino, Quirinal y Viminal.

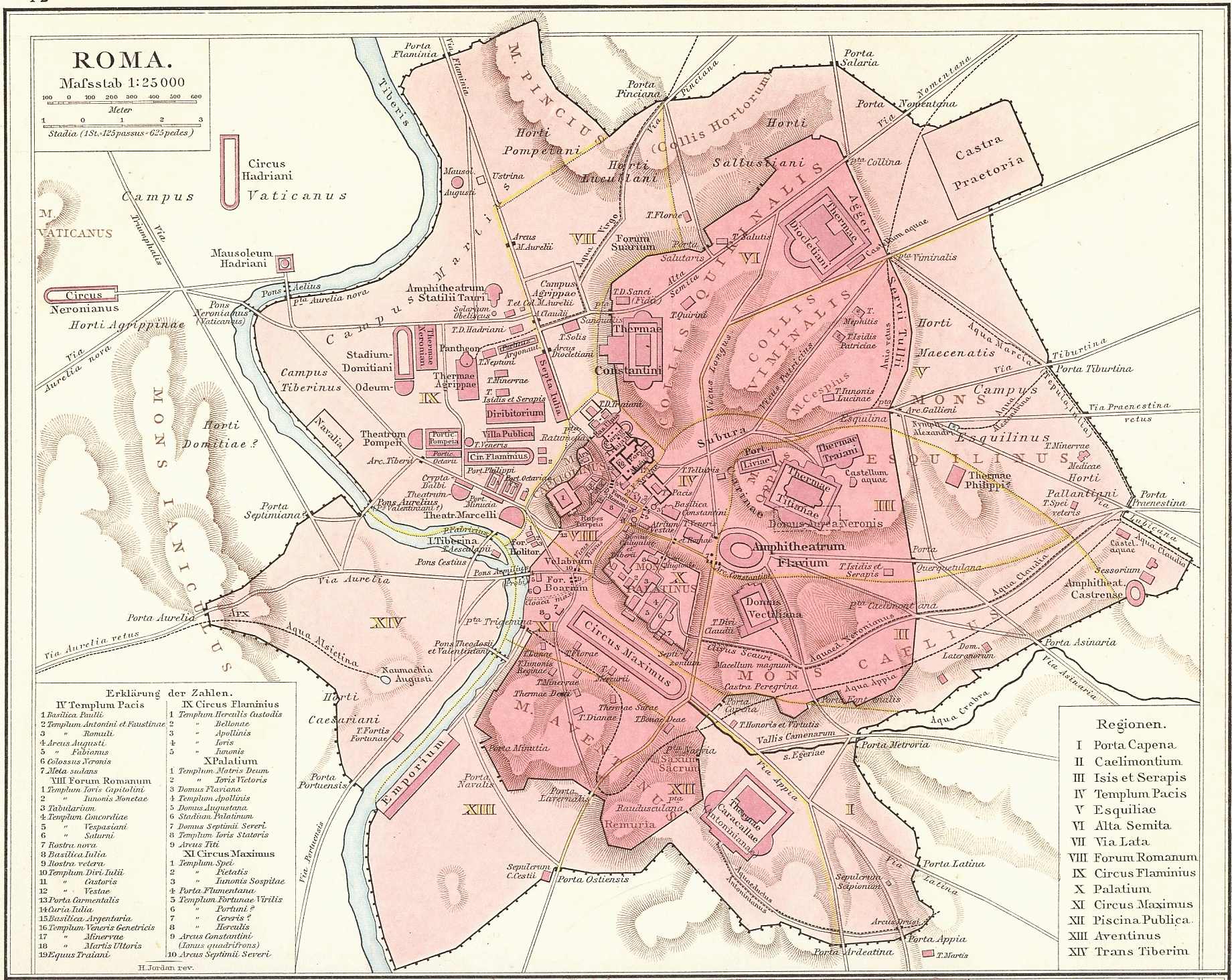
Mapa de la ciudad de Roma en la antigüedad.

La colina del Viminal (en italiano: Viminale, en latín: Collis Viminalis) es una de las siete colinas sobre las que se fundó la ciudad de Roma. Debe su nombre a las plantas de mimbre (Salix Viminalis) que cubrían antiguamente sus laderas.
El Viminal es la colina más pequeña de las siete, se encuentra entre el Esquilino al sureste y el Quirinal al noroeste. En la época romana estaba delimitado por el Vicus Longus (actual Via Nazionale), la Suburra, y el Vicus Patricius (actual Via Urbana).

## Historia
Esta colina fue anexionada a la ciudad por el sexto rey de Roma, Servio Tulio. En la época de Augusto, el Viminal formaba parte de la VI región (rione) de Alta Semita, y era un barrio residencial de nivel medio, sin edificios públicos, como el cercano Cispius. En la Vía Balbo, la Vía Panisperna y la Vía Santa Pudenziana (antiguo Vicus Patricius) se han encontrado restos de ricas casas del siglo II y el siglo I a. C.
Posteriormente, durante el reinado de Diocleciano, entre el 298 y el 305 d. C., se construyeron las Termas, en la zona que se encuentra al final del Vicus Longus, entre el Viminal y el Quirinal.
En el Renacimiento el tepidarium de las Termas de Diocleciano fue transformado por Miguel Ángel, por petición del Papa Pío IV, que construyó allí la iglesia de Santa María de los Ángeles (1561). Allí se encontraban los barracones de la III corte de los Vigiles y las termas llamadas Lavacrum Agippinae, en San Lorenzo in Panisperna. El único edificio religioso de la zona era el Santuario de Nenia.
Otros edificios importantes situados en esta colina son:
- el Palazzo del Viminale, construido en 1923, donde tiene su sede el Ministerio del Interior;
- el Teatro dell'Opera di Roma, construido en 1879;
- el Museo dell'Istituto centrale di patologia del libro Alfonso Gallo, inaugurado en 1938 por Alfonso Gallo.

Actualmente el Viminal forma parte del rione Monti.

## Galería de imágenes

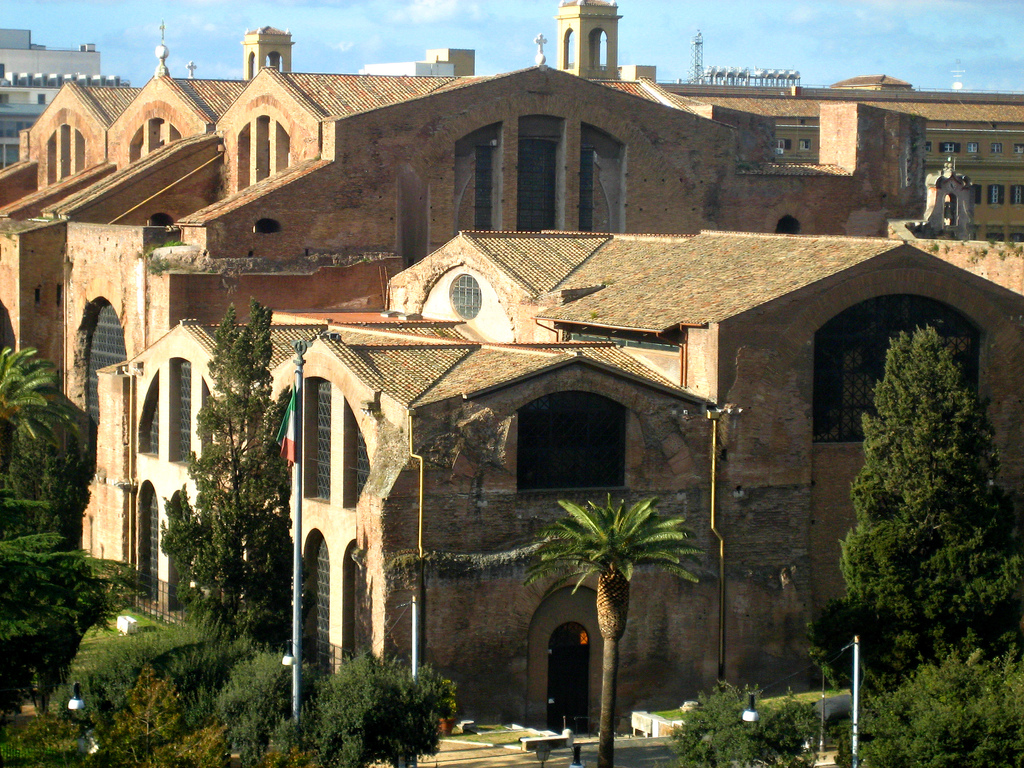
Las termas de Diocleciano y la iglesia de Santa María de los Ángeles.
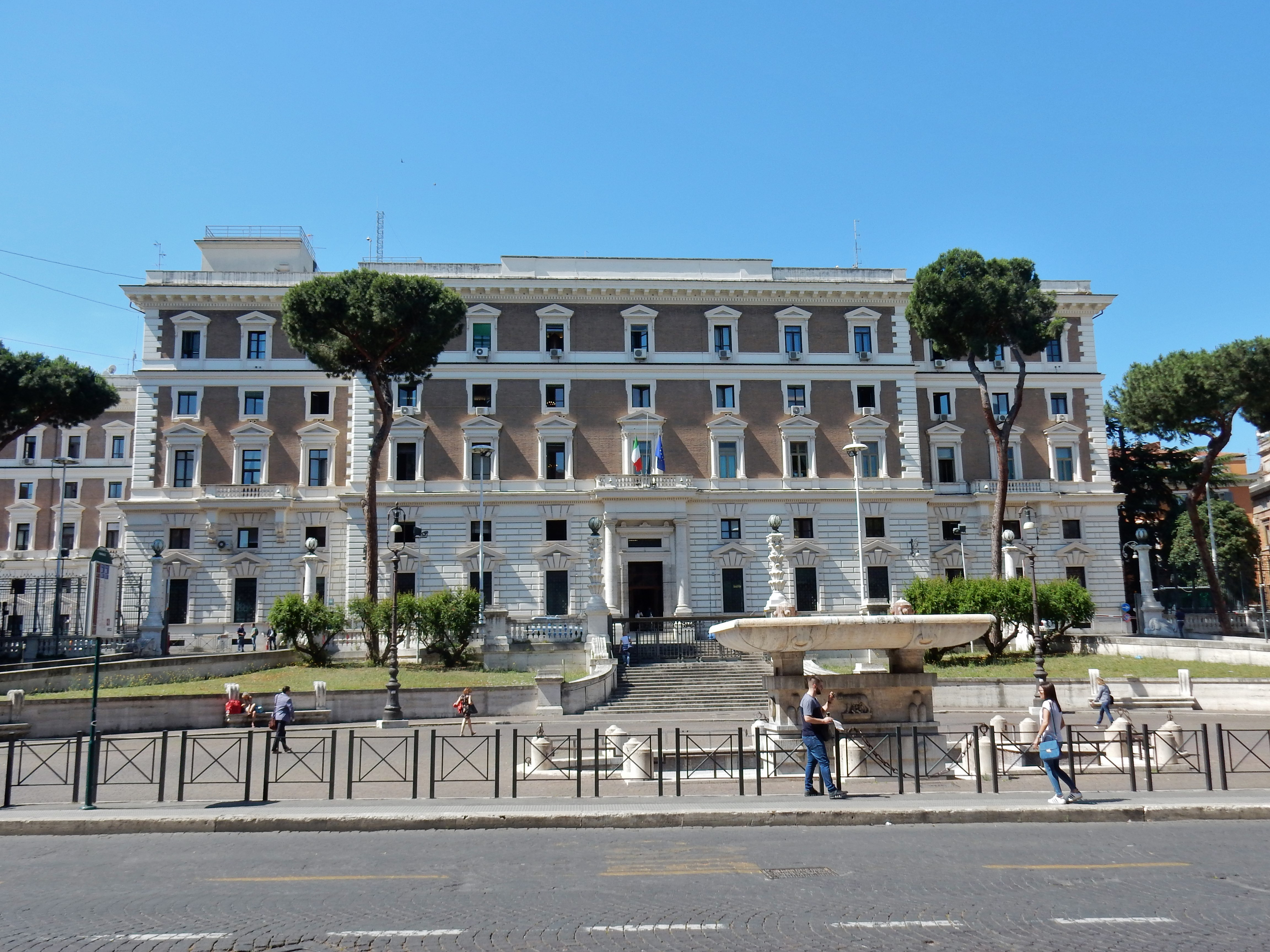
El Palazzo del Viminale.
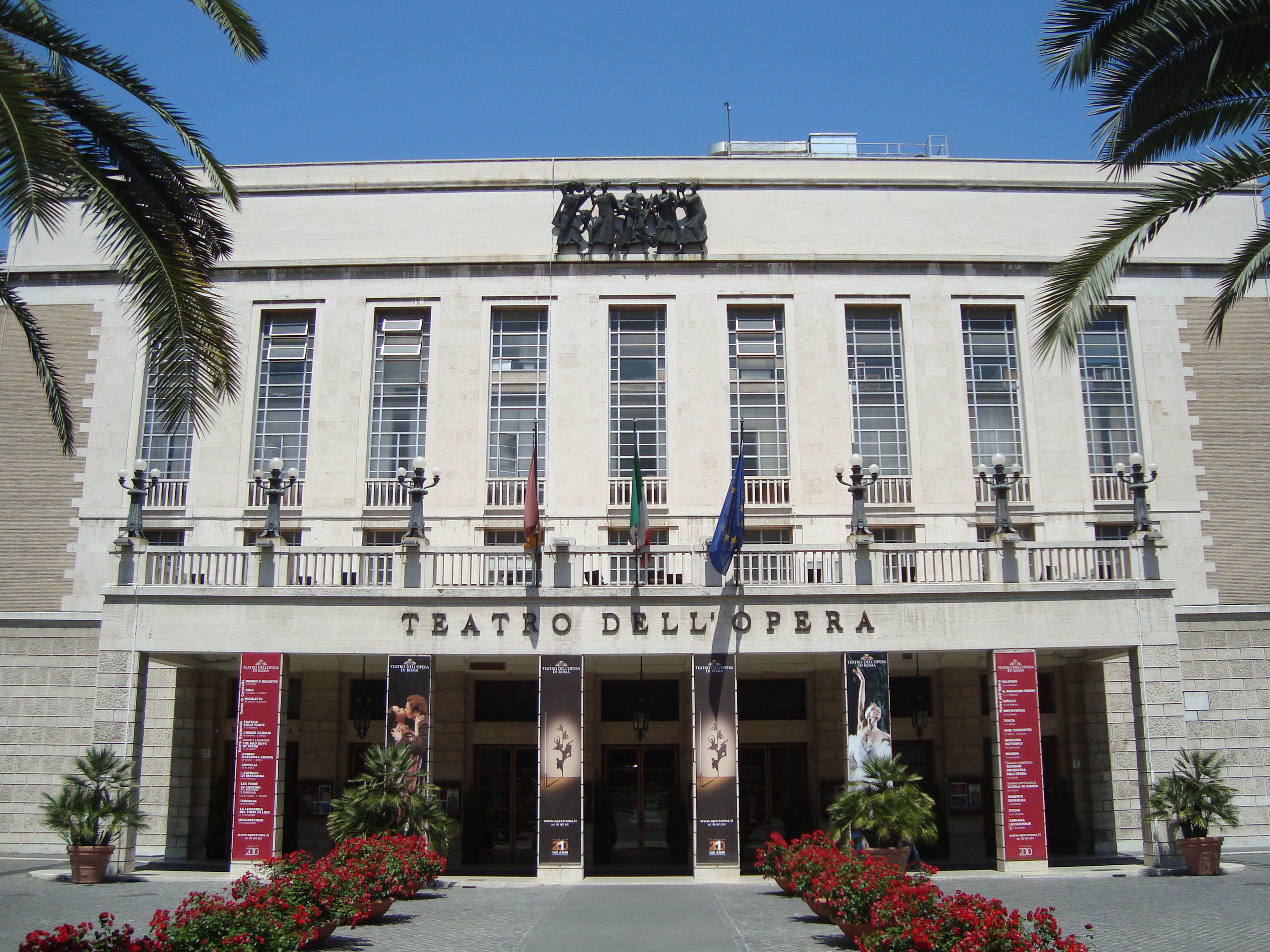
El Teatro dell'Opera.